# Kutchicetus minimus
Il kutchiceto (Kutchicetus minimus) è un cetaceo fossile, appartenente agli archeoceti. Visse nell'Eocene inferiore/medio (circa 48 - 45 milioni di anni fa) e i suoi resti fossili sono stati ritrovati in India e in Pakistan.

## Descrizione
Questo animale era più piccolo dei suoi stretti parenti (i remingtonocetidi) e la lunghezza non raggiungeva i due metri. Era quindi uno dei cetacei più piccoli dell'Eocene. Il cranio era dotato di un muso estremamente sottile e allungato, che assomigliava a quello di Dalanistes e Remingtonocetus. Tuttavia, Kutchicetus si distingueva da questi generi per la coda, più forte e robusta rispetto a quella delle forme precedenti e da quella di Andrewsiphius. Le zampe, come quelle di tutte le forme simili, erano corte. Kutchicetus possedeva 7 vertebre cervicali, 15 dorsali, 8 lombari, 4 sacrali e 20/25 caudali. Le quattro sacrali fuse erano probabilmente articolate al bacino, mentre quelle caudali erano robuste e allungate, in contrasto alle ossa gracili e corte delle zampe. Questa morfologia suggerisce che la coda aveva un ruolo importante nella locomozione dell'animale, anche se le proporzioni delle ultime vertebre caudali indicano che Kutchicetus non aveva ancora sviluppato una pinna caudale. 

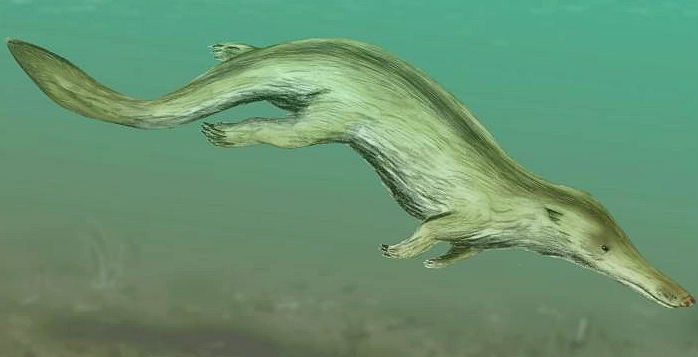
Ricostruzione di Kutchicetus

## Classificazione
Kutchicetus venne descritto per la prima volta nel 2000, sulla base di resti fossili ritrovati lungo la costa di Pakistan e India. Questo animale era un membro dei remingtonocetidi, un gruppo di cetacei arcaici, classicamente attribuiti al gruppo parafiletico degli archeoceti. Kutchicetus era strettamente imparentato con Andrewsiphius, con il quale è stato a volte posto in sinonimia (Gingerich et al., 2001). È stato anche proposto un nuovo clade, Andrewsiphiinae, per queste due specie (Thewissen e Bajipai, 2009), in ogni caso considerate appartenenti a generi distinti (Uhen, 2010). 

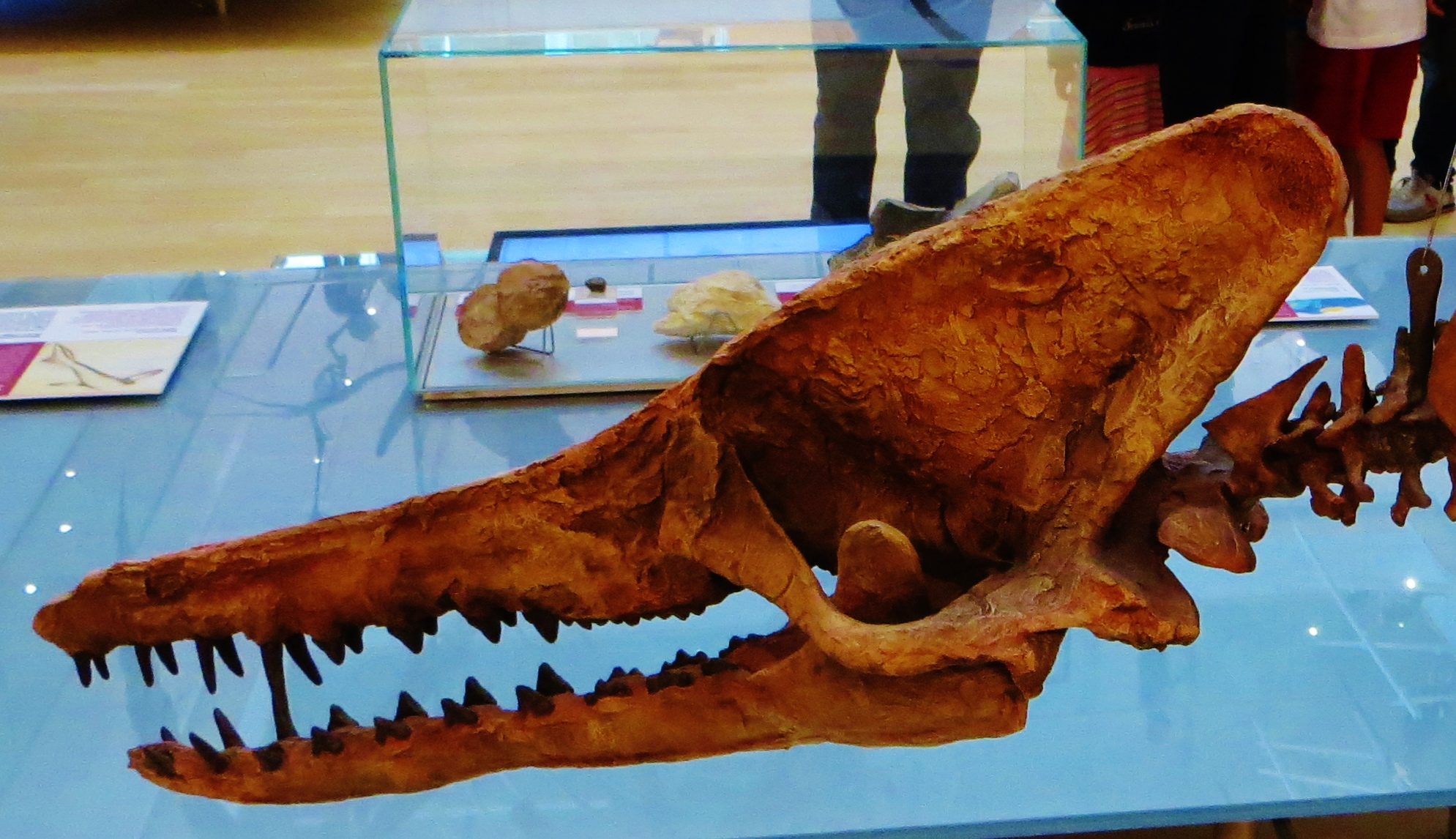
Cranio di Kutchicetus minimus in esposizione al Muse di Trento

## Paleobiologia
Le proporzioni vertebrali di Kutchicetus sono differenti da quelle di ogni altro cetaceo, ma simili a quelle di alcuni mammiferi semiacquatici o terrestri, come Pachyaena e le lontre. Le zampe e l'osso sacro di Kutchicetus erano probabilmente in grado di sostenerne il peso sulla terra; questo animale probabilmente nuotava grazie ad un movimento ondulatorio come le odierne lontre ed, altrettanto probabilmente, altri cetacei arcaici come Ambulocetus (suo possibile diretto antenato). Questo modo di locomozione rappresenta un passaggio di transizione nell'evoluzione dei cetacei (Bajpai e Thewissen, 2000).